# Imperi Kuixan
L'Imperi kuixan (Kušān) fou un estat que, en el seu apogeu, aproximadament els anys 105-250 dC, s'estengué des del Tadjikistan fins a l'Afganistan, el Pakistan i la vall del Ganges al nord de l'Índia. L'imperi va ser creat per la tribu kuixan de la confederació Yuezhi, un poble indoeuropeu de la conca Tarim, Xina, possiblement relacionat amb els tocaris. Tingueren contactes diplomàtics amb l'Imperi Romà, l'imperi Persa i la Xina; durant uns segles van ser el centre d'intercanvi entre l'Orient i l'Occident.

## Orígens
Les fonts xineses descriuen el Guixuang, és a dir, els kuixans, com una de les cinc tribus aristocràtiques de la Yüeh-chi, una confederació de pobles indoeuropeus. El Yüeh-chi és considerat en general com la llengua indoeuropea més oriental de la zona àrida de l'Àsia Central. Durant els temps moderns, Xinjiang i Gansu, possiblement parlaven diverses versions de la llengua Tocharian, fins que foren expulsats des de la riba del mar d'Aral a l'oest pels Xiongnu cap al 150 aC. Les cinc tribus que constitueixen el Yüeh-chi són conegudes en la història de la Xina com Xiūmì, Guixuang, Xuangmi, Xidun i Dūmì. El Yüeh-chi es van desplaçar cap al sud arribant als regnes hel·lènics grecobactrians en el territori de la Bactriana, al voltant entre el 100 i el 70 aC. Els desplaçats de les dinasties gregues, s'establiran en el sud – est de la regió de l'Hindu Kush i de la conca del Indus (actualment el Pakistan), territoris que ocupen la part occidental del Regne Indo-Grec.

## Els primers kuixans
S'han trobat traces de la presència dels Kuixan a l'àrea de Bactriana i Sogdiana. Per les fonts arqueològiques se sap que estan a Takht-I-Sangin, Surkh Kotal (un temple monumental), i al palau de Khalchayan. Les diverses escultures i frisos surten representant l'equitació dels arquers a cavall, i homes amb cranis significativament deformats artificialment, com el príncep Kuixan de Khaltxaian (una pràctica feta a l'Àsia central nòmada).
A les ruïnes d'antigues ciutats hel·lenístiques com Ai-Khanum, se sap que els kuixans van construir fortaleses. El primer governant documentat, i el primer a proclamar-se com un governant Kuixan va ser Heraios. S'anomena un "Tirà" a les seves monedes, i també exhibia cranis deformats. Podria haver estat un aliat dels grecs, i va compartir el mateix estil d'encunyació. Heraios podria haver estat el pare del primer emperador Kuixan Kujula Kadphises.

## Un imperi multicultural

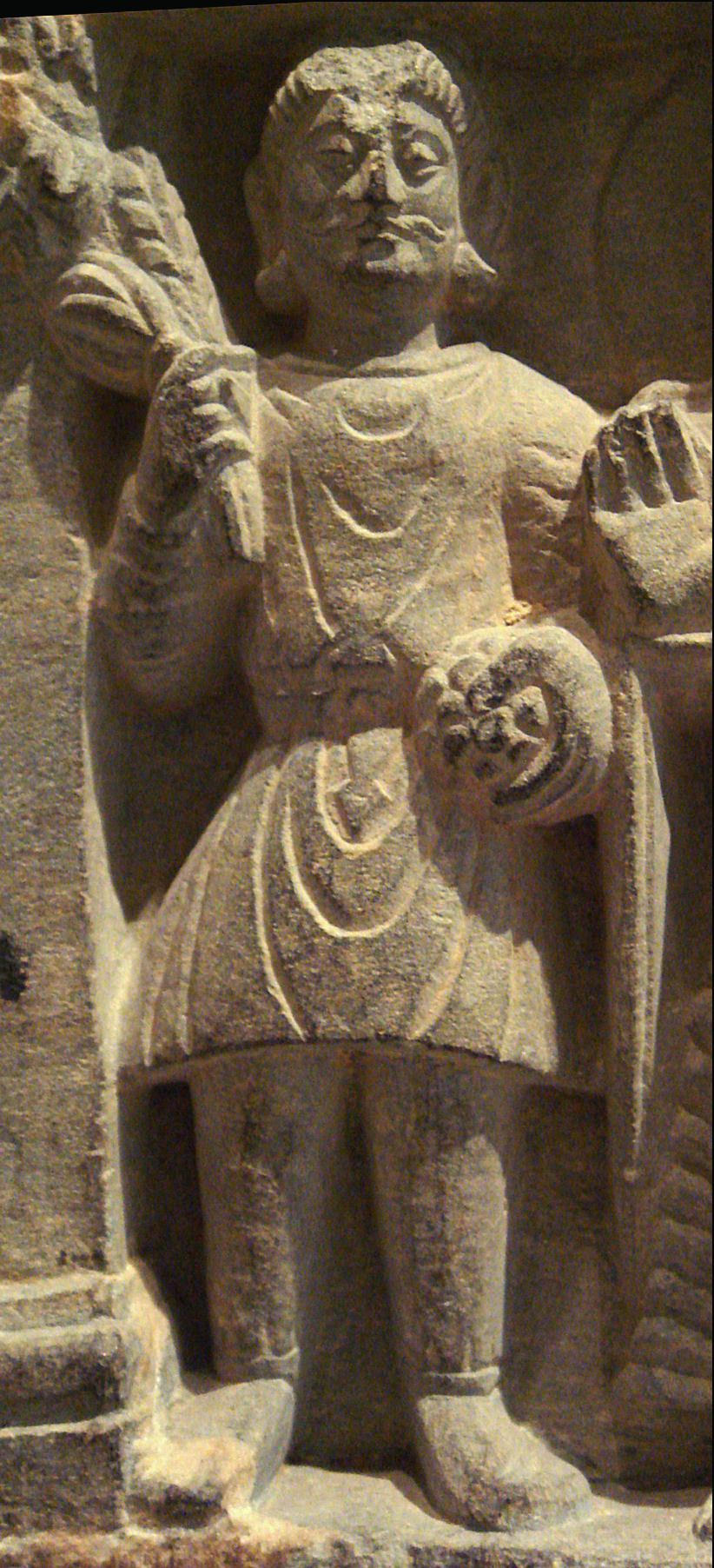
Respresentació budista d'un devot kuixan.

En la primera meitat del segle I els Guixuang adquiriran una gran importància sobre les altres tribus de Yüeh-chi, agrupades en una confederació sota el comandant yabgu, Kujula Kadphises. El nom de Guixuang fou acceptat a l'oest i modificat a Kuixan o Kutxan per designar la confederació, malgrat que els xinesos continuaran anomenant-la Yüeh-chi. Cap al 64 s'ocupa Tàxila. Els kuixans a poc a poc aniran prenent el control de la zona de les tribus escites, i s'aniran expandint per la regió sud, tradicionalment coneguda com a Gandhara, on establiran dues capitals, avui en dia situades a prop de Kabul i Peshawar. Antigament aquestes eren conegudes com a Kapisa i Puixklavati respectivament.
Els kuixans adoptaran elements de la cultura hel·lenística de la Bactriana. Adoptaran l'alfabet grec (desenvolupant la lletra Þ "ś" o xeix), i aviat començaran a encunyar moneda copiant el model grec. En les seves monedes apareixeran llegendes en llengua grega combinades amb les llegendes pali (amb el guió Kharoixthi), fins als primers anys de regnat de Kanixka. Després d'aquesta data, s'utilitzaran les llegendes Kuixan (amb un guió adaptat al grec) combinades amb llegendes en grec (amb escriptura grega) i llegendes amb Pali (amb guió Kharoixthi).
Es creu que els kuixans foren zoroastrians i més tard budistes. Tot i així, des dels temps de Wima Takto, molts kuixans començaran a adoptar alguns aspectes de la cultura de l'Índia, juntament amb altres grups nòmades que havien ocupat l'Índia, principalment el clan de gujjars. Igual que els macedonis i els egipcis que van adoptar alguns aspectes de la forta cultura grega dels regnes hel·lenístics.
El primer Gran Kuixan, l'emperador Wima Kadphises, podria haver abraçat el xivaisme segons ens mostren les monedes encunyades durant aquest període. Els següents emperadors Kuixan estaran representats per una gran varietat de religions, incloent-hi el zoroastrisme, el budisme, i possiblement el xivaisme.
L'imperi dels kuixans estarà vinculat al comerç marítim de l'Oceà Índic juntament amb el comerç de la Ruta de la Seda a través de la civilització de la vall de l'Indus. Durant l'apogeu de la dinastia, els kuixans vagament supervisaven el territori que s'estenia a través de la Mar d'Aral l'actual Uzbekistan, Afganistan, Pakistan i el nord de l'Índia.
La unitat i la pau d'aquesta gran extensió territorial, ajudaran a establir un comerç de llarga distància, que portarà cap a Roma la seda de la Xina, tot creant xarxes comercials en els centres urbans.

## Expansió territorial
Una evidència arqueològica directe d'un regne kuixan de llarga duració estigui bàsicament disponible en una àrea ample des de Surkh Kotal, Begram, la capital d'estiu del kuixans, Peixawar, Taxila i Mathura, la capital d'hivern del kuixans. Unes altres àrees del regne inclouen probablement Coràsmia (troballes arqueològiques russes) Kausambi (excavacions de la universitat de Allahabad), Sanchi i Sarnath (inscripcions amb noms i dates dels reis Kuixan), Malwa i Maharashtra, Orissa (imitació de monedes kuixan).
L'última descoberta la inscripció Rabatak tendeix a confirmar el gran domini de l'Imperi kuixan al cor de l'Índia. Les línies 4 a 7 de la inscripció descriuen les ciutats que estaven sota el regnat de Kaniixka, entre el qual sis noms són identificables: Ujjain, Kundina, Saketa, Kausambi, Pataliputra, i Champa (encara que el text no és clar si Champa era una possessió de Kanixka o només de més enllà).
Cap al nord, en el segon segle CE, el kuixans sota Kanixka van fer diverses incursions Tarim Basin, pel que sembla la terra original dels seus avantpassats els Yüeh-chi, on tenien diversos contactes amb els xinesos. Tant les troballes arqueològiques com les evidències literàries suggereixen que hi havia regnes Kuixan, a Kaixgar, Yarkand i Khotan.
A finals del segle tercer CE, les monedes decorades d'Huvixka estaven dedicades a Bodh Gaya juntament amb uns altres oferiments d'or sota el "Tron d'Il·luminació" del Buda, que suggereixen la influència Kuixan directa en l'àrea durant aquell període.

## El panteó de déus kuixan
El panteó religiós kuixan és extremadament variat, com mostren les seves monedes i els seuss segells, en els quals apareixen més de 30 déus diferents, pertanyent al panteó hel·lenístic, l'iranià, i en menor mesura el món indi. Divinitats gregues, es representen a les primeres monedes en grec. Durant el regnat de Kanixka, la llengua de l'encunyació de monedes canvia a Bactriana (encara que romania en escriptura grega per a tots els reis). Després d'Huviixka, només dues divinitats apareixen a les monedes: Ardoixixo i Oeixo.
La representació d'entitats del sincretisme de la mitologia grega i hel·lenística són:
- Ηλιος(Helios), Ηφαηστος(Hephaistos), Σαληνη (Selene), Ανημος (Anemos). A més, les monedes d'Huviixka també descriuen dos demi-deus: erakilo Heracles, i sarapo Sarapis.

Les entitats índies representades en encunyació inclouen:
- Βοδδο (boddo, Buda)
- Μετραγο Βοδδο (metrago boddo, bodhisattava Maitreya)
- Mαασηνo(maaseno, Mahasena)
- Σκανδo koμαρo(skando komaro, Skanda Kumara)
- ακαμανο Βοδδο(Xakamano boddho, Xakyamuni Buddha)

Les entitats irànies descrites en encunyació inclouen:
- Αρδοχϸο(ardoxixo, Així Vanghuhi)
- A?αειχ?o(aixaeixixo, Aixa Vahixta)
- Αθϸο(athixo, Atar)
- Φαρρο (pharro, Khwarenah)
- Λροοασπο(lrooaspa, Drvaspa)
- Μαναοβαγο (manaobago, Vohu Manah)
- Μαο(mao, Mah)
- Μιθρο, Μιιρο, Μιορο, Μιυρο (mithro i variants, Mithra)
- Μοζδοοανο(mozdooano, Mazda *vana "Mazda el victoriós"?)
- Νανα, Ναναια, Ναναϸαο (variacions de nana panAsiatic, nny Sogdian, en un context Zoroastrià Aredvi Sura Anahita)
- Οαδο(oado Vata)
- Oαxϸo (oaxixo, "Oxus")
- Ooρoμoζδο(ooromozdo, Ahura Mazda)
- Οραλαγνο(orlagno, Verethragna)
- Τιερο(tiero, Tir)

Addicionalment,
- Οηϸο(oeixo), molt de temps es va considerar que representava Xiva, però últimament s'identifica més amb Avestan Vayu confós amb Xiva.

- Dues monedes de coure de Huvixka tenen una llegenda de "Ganesa", però en comptes de descriure la figura theriomòrfica típica de Ganeixa, tenen una figura d'un arquer agafant un arc llarg amb marques cap a dins i una fletxa. Això és una descripció típica de Rudra, però en termes d'aquestes dues monedes se suposa que generalment representa Xiva.

## Contactes amb Roma
Unes quantes fonts romanes descriuen la visita d'ambaixadors dels reis de Bactriana i Índia durant el segle segon, probablement referint-se al kuixans.
Història Augusta, parlant de l'Emperador Hadrià (117-138) diu:
"Reges Bactrianorum legatos ad eum, amicitiae petendae causa, supplices miserunt" ("Els reis de la Bactriana li enviaven ambaixadors de suplicants, per buscar la seva amistat.")
També al 138, segons Aurelius Victor (Epitome, XV, 4), i Apià (Praef., 7), Antoninus Pius, successor de Hadrian, va rebre algun indi, bactrià (Kuixan) i ambaixadors d'Hyrcanian.
Les Cròniques Històriques xineses del Hou Hanixu també descriuen l'intercanvi de béns entre l'Índia nord-occidental i l'Imperi Romà: "A l'oest (Tiazhu, Índia nord-occidental) comunica amb Da Qin (l'Imperi Romà). Coses precioses des de Da Qin es poden trobar allí, així com fines robes de cotó, catifes de llana excel·lents, perfums de totes les classes, pans de sucre, pebre, gingebre, i sal negra."
La capital d'estiu kuixan a Begram ha produït una quantitat considerable de béns importats de l'Imperi Romà, en diversos tipus particulars de cristalleria.

## Decadència
Al segle III l'imperi kuixan es va començar a fragmentar en regnes semi-independents. Al voltant del 225 Vasudeva va morir i l'imperi kuixan es va dividir en la meitat occidental i oriental. Al voltant del 224-240, els sassànides encapçalats per Artaxerxes I van envair Sogdiana, Bactriana i Gandhara, on es van conèixer com els indo-Sassànides. Al voltant del 270 els kuixans van perdre la resta dels seus territoris a la plana del Ganges on l'Imperi Gupta es va establir al voltant del 320, i a mans dels sassànides durant el regnat de Sapor II, sobretot l'àrea que comprèn l'Afganistan.
Durant la meitat del segle quart un vassall dels kuixan, anomenat Kidara I va aconseguir el poder i va enderrocar la vella dinastia kuixan. Va crear un regne conegut com el regne Kidarita, encara que probablement es va considerar un kuixan, com indica l'estil kuixan de les seves monedes. El regne Kidarita sembla que va ser bastant pròsper, encara que en una escala més petita que els seus predecessors Kuixan. Aquestes reminiscències de l'imperi kuixan es destruiran al final del segle cinquè amb les invasions dels heftalites, i més tard amb l'expansió de l'islam.

## Llista de monarques
- Heraios (c. 1 - 30), primer governant de kuixan, generalment el període regnant kuixan més discutit
- Kujula Kadphises (c. 30 - c. 80)
- Vima Takto (c. 80 - c. 105) àlies Soter Megas o "Gran Salvador."
- Vima Kadfises (c. 105 - c. 127) el primer gran emperador kuixan
- Kanixka I (127 - c. 147)
- Vsixka (c. 151 - c. 155)
- Huvixka (c. 155 - c. 187)
- Vasudeva I (de c. 191 - a com a mínim 230), l'últim dels grans emperadors kuixan
- Kanixka II (c. 226 - 240)
- Vaixixka (c. 240 - 250)
- Kanixka III (c. 255 - 275)
- Vasudeva II (c. 275 - 310)
  - Vasudeva III, suposat fill del rei Vasudeva II, incert.
  - Vasudeva IV, suposat fill de Vasudeva III, regnant a Kandahar, incert.
  - Vasudeva de Kabul o Vasudeva V, possible fill de Vasudeva IV, regnant a Kabul, incert.
- Chhu (c. 310? - 325?)
- Xaka I (c. 325 - 345)
- Kipunada (c. 350 - 375)